# ポルフィリン

ポルフィン環の構造
（図中に実線で示されたすべての結合が共役系であり共鳴している）

ポルフィリン (porphyrin) は、ピロールが4つ組み合わさることで、出来た環状構造を持つ有機化合物。環状構造自体はポルフィン (porphine, CAS 101-60-0) という名称であるが、これに置換基が付いた化合物を総称してポルフィリンと呼ぶ。古代より使用されてきた貝紫（ポルフィラ、希: πορφύρα）が名前の由来。類似化合物としてフタロシアニン、コロール、クロリンなどがある。
分子全体に広がったπ共役系の影響で平面構造をとり、中心部の窒素は鉄やマグネシウムをはじめとする多くの元素と安定な錯体を形成する。また、πスタッキング（J会合）によって他の化合物と超分子を形成することもある。金属錯体では、ポルフィリン平面に対してz方向に軸配位子を取ることも多く、この効果を利用しても様々な超分子がつくられている。
ポルフィリンや類似化合物の金属錯体は、生体内でヘム、クロロフィル、シアノコバラミン（ビタミンB12）などとして存在しいずれも重要な役割を担う他、人工的にも色素や触媒として多様に用いられる。

## 化学合成

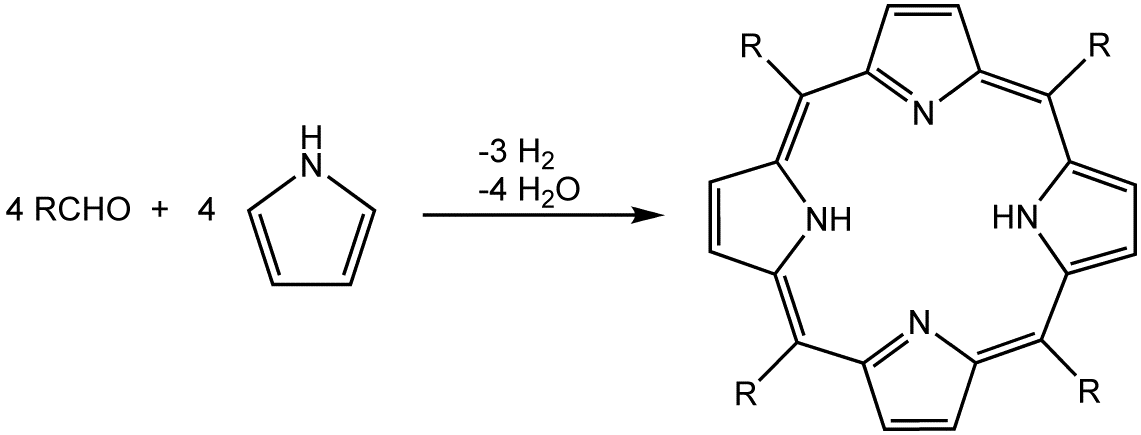
ローゼムント合成

ポルフィリンを合成するには、ピロールとアルデヒドを酸性条件で縮合させるのが一般的である。この手法は開発者の名をとってローゼムント合成 (Rothemund Synthesis) と呼ばれる。用いるアルデヒドを変化させることで、ピロール間の炭素上（メソ位）へ、またピロールの誘導体を使うことでピロール上（ベータ位）へ様々な置換基を導入することができる。ただし、この方法では他にも多くのピロール重合体が生成するため、収率はあまり高くない。
ピロールから多段階で合成を行うことで、非対称的なポルフィリン化合物を合成することも可能である。また、ポルフィリンをユニット構造とするポリマー（ポルフィリンアレイ）の合成も行われている。
金属錯体にする場合は、ポルフィリンを適当な金属塩と共に加熱するだけでよいことが多い。ただし、金属の酸化数によっては全く反応が進行しない。また、系中が酸性になるとピロールの窒素にプロトンが配位してしまい、反応が進行しなくなるため、若干の塩基を加える場合がある。

## 生合成

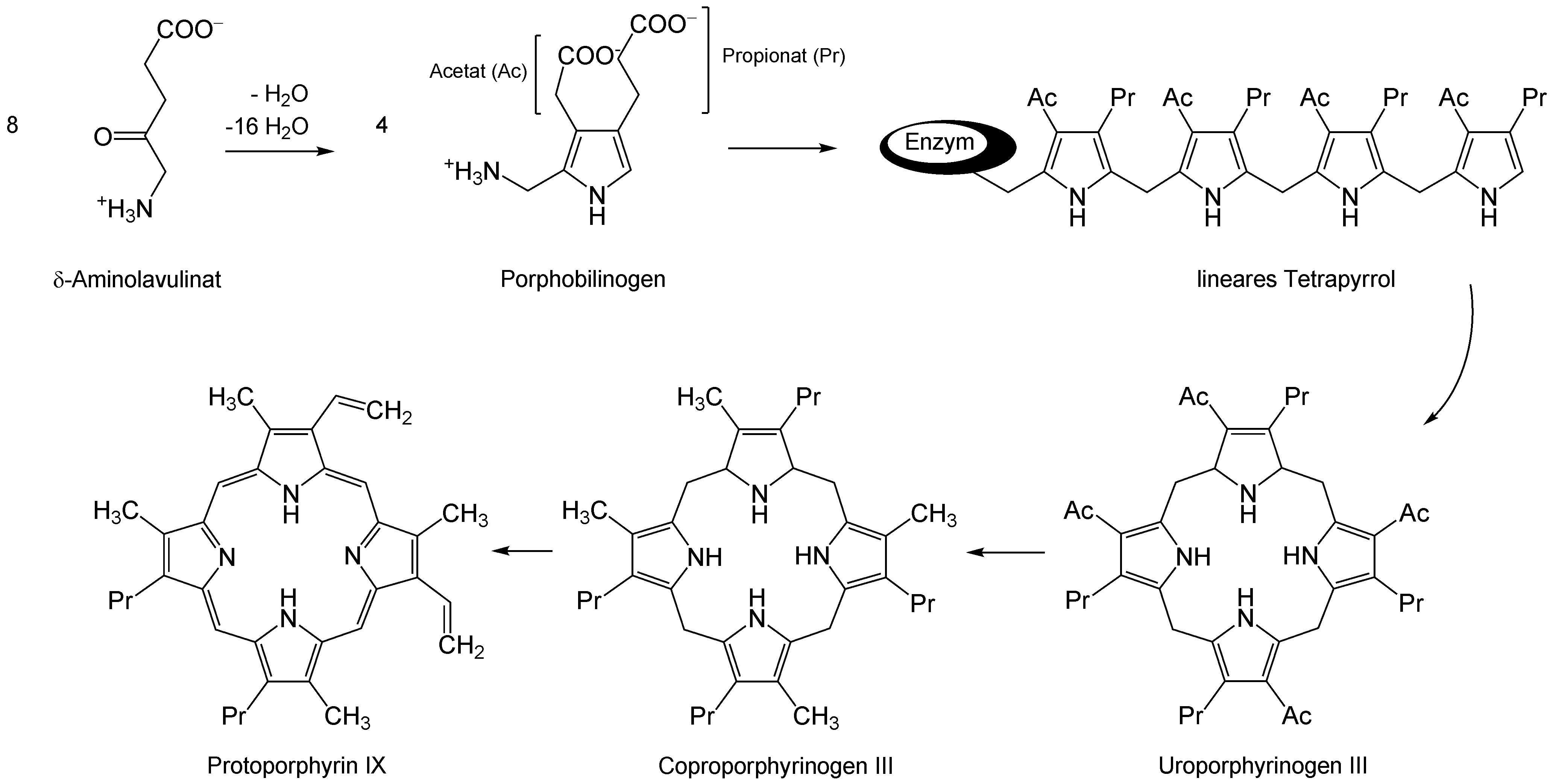
δ-アミノレブリン酸からプロトポルフィリンIXまでの生合成経路

生体内ではまずδ-アミノレブリン酸（ALA）が合成され、ALA2分子を脱水縮合させてピロールであるポルフォビリノーゲンが合成される。ついでポルフォビリノーゲン4分子を直鎖状に重合させてヒドロキシメチルビランを合成し、これを閉じてポルフィリンの1つであるウロポルフィリノーゲンIIIが合成される。ウロポルフィリノーゲンIIIは生体内の様々なポルフィリンおよび関連化合物を合成する基点となっている。δ-アミノレブリン酸の合成を第1段階とすると、プロトポルフィリンIXの合成までヘム合成とクロロフィル合成は以下のような共通の合成経路をたどる。

### 第2段階
D-アミノレブリン酸2分子がアミノレブリン酸脱水酵素によって脱水縮合されると、ピロール環構造を持つポルフォビリノーゲン（PBG）となる。
```

 D-
アミノレブリン酸
2分子      
ポルフォビリノーゲン
（PBG）
```

### 第3段階
PBG 4分子がポルフォビリノーゲン脱アミノ酵素（別名：ヒドロキシメチルビラン合成酵素）によってアンモニアを脱離して結合すると、ピロールが4つ直線状に連結した構造をもつヒドロキシメチルビランが出来る。
```
 4 
 + H
2
O ⇒
 + 4 NH
3

  
ポルフォビリノーゲン
        
ヒドロキシメチルビラン
```

### 第4段階
ヘム合成回路においてヒドロキシメチルビランがウロポルフィリノーゲンIIIシンターゼによって縮合し、環を巻くとウロポルフィリノーゲンIIIとなる。この際、ウロポルフィリノーゲンIIIシンターゼの働きにより4つのピロール環が整然と並んだヒドロキシメチルビランの一端のピロール環一つだけが反転して縮合し環を形成する。ウロポルフィリノーゲンIIIシンターゼが働かない場合、ピロール環が整然と並んだままのヒドロキシメチルビランが自発的に縮環してウロポルフィリノーゲンIが生成する。ウロポルフィリノーゲンI はウロポルフィリノーゲン脱炭酸酵素の基質となりコプロポルフィリノーゲンIへと変換されるが、これはコプロポルフィリノーゲン酸化酵素の基質とならないため、プロトポルフィリンには至らない。
このようにウロポルフィリノーゲンI やコプロポルフィリノーゲンIが蓄積していくことがポルフィリン症の原因の1つとなりうる。
```
 
 ⇒

          
ヒドロキシメチルビラン
            
ウロポルフィリノーゲンIII
```

```
                                  

                                     
ウロポルフィリノーゲンI
```

### 第5段階
ウロポルフィリノーゲンIIIが、ウロポルフィリノーゲン脱炭酸酵素によって4つの酢酸基が脱炭酸されてメチル基となったものがコプロポルフィリノーゲンIIIである。
```
 ---> 
 + 4 CO
2

ウロポルフィリノーゲンIII
        
コプロポルフィリノーゲンIII
```

### 第6段階
さらに、コプロポルフィリノーゲン酸化酵素によって2箇所のプロピオン酸基が酸化され、ビニル基に変換されるとプロトポルフィリノーゲンIXとなる。
```
 
 ---> 

コプロポルフィリノーゲンIII
        
プロトポルフィリノーゲンIX
```

### 第7段階
最終的にプロトポルフィリノーゲン酸化酵素によって酸化されると、共役したポルフィリン環が形成され、プロトポルフィリンIXができあがる。
```
 ---> 

プロトポルフィリノーゲンIX
       
プロトポルフィリンIX
```

- ウロポルフィリノーゲンIIIから、脱炭酸・酸化を経てプロトポルフィリンIXが合成される。
  - プロトポルフィリンIXに鉄が配位したものがヘムであり、ヘモグロビンやシトクロムなどの補欠分子族として機能する。
  - プロトポルフィリンIXにマグネシウムが配位し数段階を経て側鎖がつくと、光合成色素として不可欠なクロロフィルができる。
- ウロポルフィリノーゲンIIIから、メチル化・コバルト配位・側鎖の付加などを経てシアノコバラミン（ビタミンB12）が合成される。

ポルフィリンの生合成経路（プロトポルフィリンIXまで）は、一部の寄生性生物を例外として幅広い生物で共有されている。ただし出発物質であるALAの合成経路には2種類があり、生物の系統によってどちらを用いているかは異なる。
Shemin経路
グリシンとスクシニルCoAを縮合させて合成する。αプロテオバクテリアと、真核生物のミトコンドリアで利用されている。
C5経路
tRNAにチャージされているグルタミン酸を還元的に切り離し、アミノ基転移を経て合成する。大部分の原核生物と、真核生物の色素体で利用されている。
2種類の経路を両方もつ生物は稀である。色素体を持つ真核生物はミトコンドリアも持っているが、通常どちらか一方のみが用いられる。例えば緑色植物・紅藻・珪藻では色素体のC5経路のみが利用されShemin経路はそもそも存在しない。両方の経路を利用している生物としてはミドリムシが挙げられる。

### ポルフィリン生合成の8段階の反応と関連事項
| 酵素                                | 基質                        | 生成物                      | 染色体        | EC番号   | OMIM   | ポルフィリン症                     |
| ----------------------------------- | --------------------------- | --------------------------- | ------------- | -------- | ------ | ---------------------------------- |
| アミノレブリン酸合成酵素            | グリシンとスクシニルCoA     | D-アミノレブリン酸          | 3p21.1        | 2.3.1.37 | 125290 | —                                  |
| アミノレブリン酸脱水酵素            | アミノレブリン酸            | ポルフォビリノーゲン        | 9q34          | 4.2.1.24 | 125270 | アミノレブリン酸脱水酵素欠損症     |
| ポルフォビリノーゲン脱アミノ酵素    | ポルフォビリノーゲン        | ヒドロキシメチルビラン      | 11q23.3       | 2.5.1.61 | 176000 | 急性間欠性ポルフィリン症 (AIP)     |
| ウロポルフィリノーゲンIII合成酵素   | ヒドロキシメチルビラン      | ウロポルフィリノーゲンIII   | 10q25.2-q26.3 | 4.2.1.75 | 606938 | 先天性赤芽球性ポルフィリン症 (CEP) |
| ウロポルフィリノーゲンIII脱炭酸酵素 | ウロポルフィリノーゲンIII   | コプロポルフィリノーゲンIII | 1p34          | 4.1.1.37 | 176100 | 晩発性皮膚ポルフィリン症(PCT)      |
| コプロポルフィリノーゲン酸化酵素    | コプロポルフィリノーゲンIII | プロトポルフィリノーゲンIX  | 3q12          | 1.3.3.3  | 121300 | 遺伝性コプロポルフィリン症(HCP)    |
| プロトポルフィリノーゲン酸化酵素    | プロトポルフィリノーゲンIX  | プロトポルフィリンIX        | 1q22          | 1.3.3.4  | 600923 | 多彩性ポルフィリン症(VP)           |
| 鉄付加酵素                          | プロトポルフィリンIX        | ヘム                        | 18q21.3       | 4.99.1.1 | 177000 | 骨髄性プロトポルフィリア           |

## 性質
ポルフィリンはさまざまな特徴をもつ化合物群であり、錯体化学の中心的な研究課題となる化合物のひとつである。扱われる内容は極めて広く、ポルフィリン類を専門的に取り扱う学術雑誌 Porphyrin and Phthalocyanine が発行されていたほか、百科事典的な内容を持つ Porphyrin Handbook が刊行されている。

### 光学特性
一般的なポルフィリンはソーレー帯と呼ばれる400–500 nm付近の鋭い吸収帯と、Q帯と呼ばれる500–700 nm付近の吸収帯をもつ。ソーレー帯のモル吸光係数は種類によっては106 M/cmのオーダーに達し、理論値の100%近い量子収率を示す。Q帯はポルフィリン単独の場合4つに分裂しているが、錯体にすると対称性があがるため分裂数が減少することがある。錯体の吸収スペクトルは中心の金属によって異なるため、分析試薬として用いられることがある。
クロロフィルやポルフィリン亜鉛錯体などでは、吸収した光は緩和せず、光電子移動を引き起こす。この過程は光合成での光捕集部位で進行している反応であり、生化学的な興味からの他、太陽電池への応用などが検討されている。
また、ポルフィリンは発光性であるものも多い。白金ポルフィリン錯体の発光特性は酸素分圧によって変化するため、風洞実験をするさいに感圧塗料として機体に塗布すると圧力センサーとして機能する。また、有機ELの発光材料としても検討されている。

### 酸化還元特性
ポルフィリンやその金属錯体は安定な酸化還元特性を示すものも多い。例えば呼吸の電子伝達系で機能するシトクロムでは、中心の鉄が2価と3価の間を往復して酸化還元を行うことで電子を運んでいる。このような特性は電気化学的なアプローチによって多く研究されているほか、有機合成などの触媒としても活用されている。

### 超分子
ポルフィリンはπ共役に由来する相互作用、あるいは軸配位子による錯形成によって多彩な超分子を形成する。ポルフィリンのみが高濃度で存在すると、上下に連なった一次元錯体を形成する。また、DNAへも強くスタッキングするため、光治療用の増感剤としての研究がおこなわれている。他にも、フラーレンなどπ共役系を持つ物質との相互作用が強いことが知られている。
5個以上のピロール環が連なった環状分子が知られ、拡張ポルフィリン (expanded porphyrin) と呼ばれる。大須賀らは彼らが合成したヘキサフィリン、オクタフィリンの金属錯体が 4nπ電子共役系とねじれた環状構造によりメビウス芳香族性を持つことを見出した。